# الجبل (حزم العدين)

تعديل مصدري - تعديل

الجبل محلة تابعة لقرية المقصابة، التابعة لعزلة المزارقة بمديرية حزم العدين إحدى مديريات محافظة إب في الجمهورية اليمنية، بلغ تعداد سكانها 74 حسب تعداد اليمن لعام 2004.